# Coryphaenoides nasutus
Coryphaenoides nasutus és una espècie de peix de la família dels macrúrids i de l'ordre dels gadiformes.

## Morfologia
- Els mascles poden assolir 47 cm de llargària total.[2][3]

## Hàbitat
És un peix d'aigües profundes que viu entre 625-1180 m de fondària.

## Distribució geogràfica
Es troba des del nord del Japó fins al mar de la Xina Oriental.